# Лекуиле
Лекуиле (итал. Lequile) — коммуна в Италии, располагается в регионе Апулия, в провинции Лечче.
Население составляет 8436 человек (2008 г.), плотность населения составляет 219 чел./км². Занимает площадь 36 км². Почтовый индекс — 73010. Телефонный код — 0832.
Покровителями коммуны почитаются Пресвятая Богородица (Madonna della Stella), празднование 12 сентября), и святой Вит, празднование в четвёртое воскресение июня.

## Демография
Динамика населения:

## Администрация коммуны
- Официальный сайт: http://www.comune.lequile.le.it/